# Macizo del Mampodre

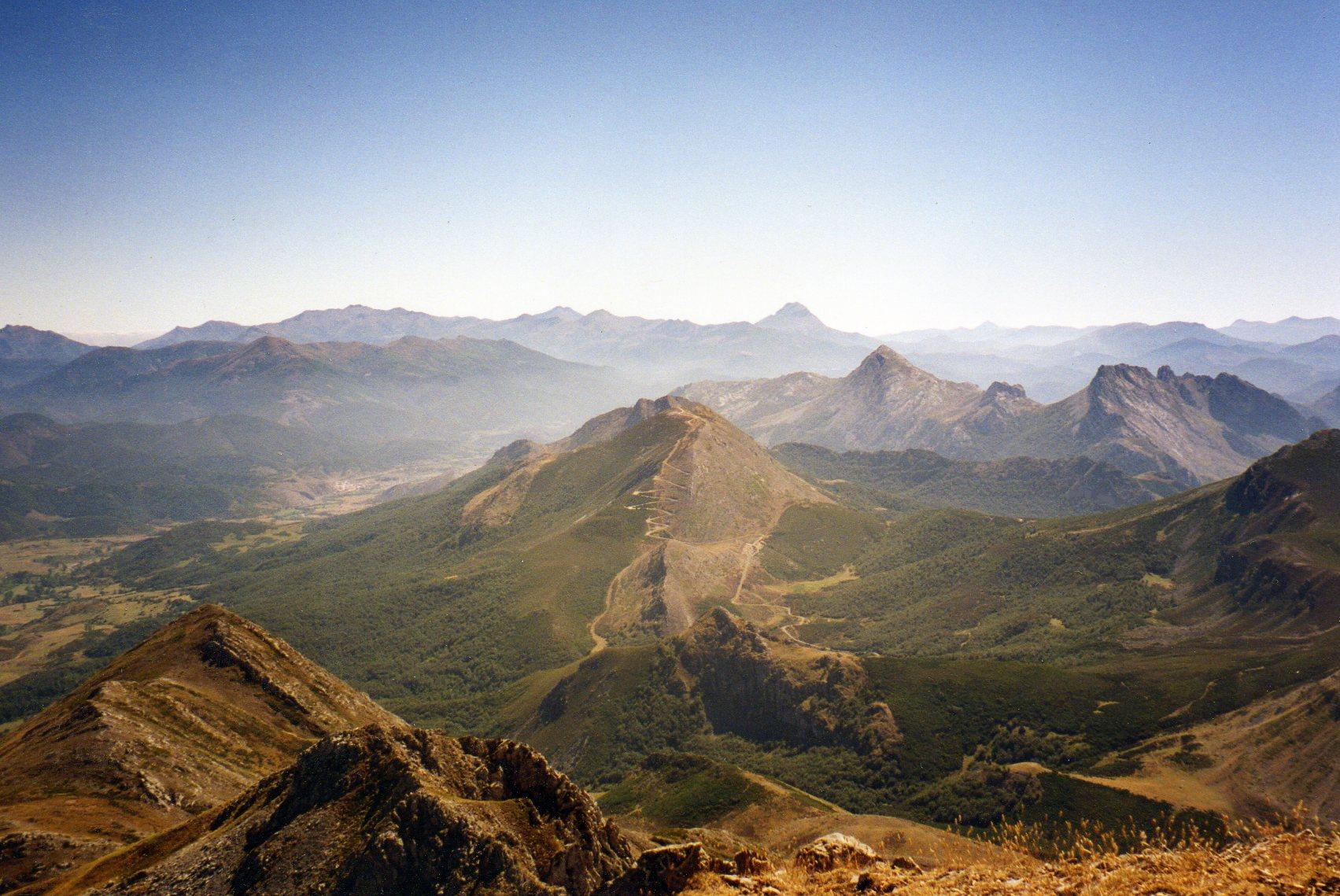
Vista desde el Mampodre hacia Riaño

El macizo del Mampodre, a veces Picos del Mampodre, es un pequeño macizo montañoso que forma parte de la cordillera Cantábrica, situado al noreste de la provincia de León (Castilla y León), en España. Pese a su denominación, ninguna de las cumbres del macizo lleva el nombre de Mampodre. Administrativamente, pertenece a tres municipios de la comarca de la Montaña de Riaño: Maraña (la mayor parte), con algunas estribaciones en Acebedo y Puebla de Lillo.
Toda la zona formó parte de la Reserva Regional de Caza de Mampodre y desde 1994 está integrado en el parque regional Montaña de Riaño y Mampodre.

## Geografía
El macizo del Mampodre se encuentra en la cabecera de dos valles de la divisoria cantábrica que vierten sus aguas al río Esla —a través del corto río de Maraña que atraviesa las pequeñas localidades de Maraña y Acebedo y del río de la Cea—, y al río Porma —por varios arroyos de montaña— que atraviesa Cofiñal. Forma un conjunto aislado, bien definido, formado por seis cumbres principales que forman cinco de ellas un circo:
- Peña La Cruz (2196 m), la más alta, con su cima gemela conocida como La Uve desde Maraña;
- Peña El Convento (2156 m), al SE de la anterior;
- Pico Cervunal (2173 m), también conocido por algunos como Valcerrao;
- Peñas del Mediodía (2181 m)
- el Valjarto (2046 m).

Al oeste del Cervunal y fuera de la cresta central que forma el circo glaciar del Mampodre, se sitúa la hermosa Peña de La Polinosa (2160 m) y los pico de Cuesta Rasa (1841 m).
En el macizo hubo algunas explotaciones mineras ahora abandonada, Minas de Riosol (de mercurio) y Minas de la Maraña (manganeso).

## Accesos
Al macizo se accede:
- desde la ciudad de León (94 km): hay que dirigirse a Boñar y seguir por la carretera del puerto de San Isidro, bordeando el pantano del Porma hasta Puebla de Lillo. Al salir de la localidad, desviarse a la derecha por Cofiñal al Puerto de las Señales y al Puerto de Tarna, en el límite provincial con Asturias. Se vuelve a la derecha, sin entrar en Asturias, y se desciende un pequeño tramo dejando a mano derecha el hermoso valle de Riosol, pasando por La Uña, poco antes de llegar a Acebedo para tomar una carretera local a mano derecha que lleva a Maraña, a unos 4 km lleva.
- desde la ciudad de León (109 km): también puede tomarse una opción un poco más larga por el valle del Esla lleva a Riaño, carretera del puerto del Pontón, Burón, Acebedo y Maraña.[3]

## Etimología deMampodre
El erudito Eutimio Martino, en su libro titulado Roma contra cántabros y ástures. Nueva lectura de las fuentes (pp. 143-144, 149) plantea una hipótesis sobre la etimología de Mampodre. Según él, este nombre podría proceder del latín ´´manum putrem`` (mano podre). Para entender esta hipótesis habría que remontarse al año 24 a. C. En aquel tiempo, justo cuando el emperador Augusto regresó a Roma después de tres años dirigiendo in situ las guerras cántabras, se produjo una sublevación conjunta de los cántabros y los ástures contra el poder romano en las montañas del actual Mampodre. Las autoridades romanas aplacaron con dureza esta sublevación mediante el saqueo e incendio de aldeas y, sobre todo, mediante la amputación de manos a los culpables como castigo. Por tanto, las manos amputadas (manos podres, podridas) de los rebeldes en esta zona montañosa podrían ser el origen de Mampodre.
Para llegar a esta conclusión, Eutimio Martino se apoya en las fuentes romanas de Floro, Orosio y Dión Casio.